# Застава Мартиника
Мартиник нема званичну заставу. Застава Француске, њене матичне земље, једина је застава која има службени статус. Међутим, локална влада такође користи сопствену заставу са својим грбом. Такође је у употреби и неколико других незваничних застава које представљају Мартиник.

## „Змијска” застава
Застава Мартиника на којој су симболично приказане змије нема званичан статус на острву. То је историјска застава чија је употреба први пут одређена указом од 4. августа 1766. године. Овај указ је одређивао да бродови француских колонија Мартиника и Свете Луције могу да употребљавају једну верзију француског знака, који је у то време био бели крст на плавој подлози, коме су додате попут латиничног слова L (Луција) обликоване змије у сваком углу крста.
- Изглед тзв. змијске заставе Мартиника.